# Udo Bölts
Udo Bölts (Heltersberg, Renània-Palatinat, 10 d'agost de 1966) és un ciclista alemany, ja retirat, que fou professional entre el 1989 i el 2003. El seu germà Hartmut també es dedicà al ciclisme.
Durant la seva carrera aconseguí una vintena de victòries, sent les més destacades tres edicions del campionat nacional en ruta (1990, 1995, 1999), la Clàssica de Sant Sebastià de 1996, el Critèrium del Dauphiné Libéré de 1997 i una etapa del Giro d'Itàlia de 1992.
Una vegada retirat, el 2004, passà a exercir de director esportiu de l'equip Gerolsteiner. El 23 de maig de 2007, seguint l'exemple dels seus antics companys d'equip Bert Dietz i Christian Henn, va admetre haver-se dopat amb EPO i hormona del creixement el 1996 i haver-ho seguit fent fins al 1997. L'endemà va dimitir del seu càrrec i abandonà el món del ciclisme.

## Palmarès
- 1990
  -  Campió d'Alemanya en ruta
  - 1r al Herald Sun Tour
- 1992
  - Vencedor d'una etapa al Giro d'Itàlia
  - Vencedor d'una etapa a la Volta a Euskadi
- 1994
  - 1r a la Rund um Köln
  - 1r a l'Omloop van de Westkust de Panne
  - Vencedor de 2 etapes del Herald Sun Tour
- 1995
  -  Campió d'Alemanya en ruta
- 1996
  - 1r a la Clàssica de Sant Sebastià
  - Vencedor d'una etapa a la Volta a Suïssa
  - Vencedor d'una etapa a la Volta a Castella i Lleó
- 1997
  - 1r al Critèrium del Dauphiné Libéré
  - 1r al Gran Premi del cantó d'Argòvia
  - 1r a la Colmar-Estrasburg
  - Vencedor d'una etapa a la Bicicleta Basca
- 1998
  - 1r al Gran Premi de Valònia
  - 1r al Gran Premi Breitling (amb Christian Henn)
  - Vencedor d'una etapa a la Bicicleta Basca
- 1999
  -  Campió d'Alemanya en ruta
- 2000
  - Vencedor d'una etapa a la Volta a Alemanya

### Resultats al Tour de França
- 1992. 35è de la classificació general
- 1993. 25è de la classificació general
- 1994. 9è de la classificació general
- 1996. 14è de la classificació general
- 1997. 21è de la classificació general
- 1998. 21è de la classificació general
- 1999. 40è de la classificació general
- 2000. 42è de la classificació general
- 2001. 51è de la classificació general
- 2002. 48è de la classificació general

### Resultats al Giro d'Itàlia
- 1992. 31è de la classificació general. Vencedor d'una etapa
- 1993. 33è de la classificació general
- 1994. 18è de la classificació general
- 1995. 46è de la classificació general

### Resultats a la Volta a Espanya
- 1990. 53è de la classificació general
- 1991. 17è de la classificació general